# فرانسيس كارمونت
فرانسيس كارمونت (بالفرنسية: Francis Carmont؛ مواليد 10 أكتوبر 1981) هو مُقاتل فنون قتالية مختلطة فرنسي.

## وصلات خارجية
- فرانسيس كارمونت على موقع يو إف سي (الإنجليزية)
- فرانسيس كارمونت على موقع بيلاتور (الإنجليزية)
- فرانسيس كارمونت على موقع شيردوغ (الإنجليزية)
- فرانسيس كارمونت على موقع Tapology.com (الإنجليزية)
- فرانسيس كارمونت على موقع IMDb (الإنجليزية)